# Xyzzors iubatus
Xyzzors iubatus är en rundmaskart som beskrevs av Ott 1972. Xyzzors iubatus ingår i släktet Xyzzors och familjen Cyatholaimidae. Inga underarter finns listade i Catalogue of Life.